# 亞納科查湖
亞納科查湖（Yanacocha），是秘魯的湖泊，位於該國北部安卡什大區的阿松森省，處於佩爾利利亞山西北面、波馬班巴山東北面、韋格龍科查湖和倫托科查湖西南面、勞里科查湖東北面的布蘭卡山脈地區，長0.47公里、寬0.16公里，海拔高度4,250米。